# Charles Tucker
Charles „Trip” Tucker III – fikcyjna postać, bohater serialu Star Trek: Enterprise z serii Star Trek, komandor. Jest on główny inżynierem na statku kosmicznym Enterprise NX-01. W jego rolę wcielił się Connor Trinneer.

## Życiorys
Charles Tucker urodził się w 2121 roku w mieście Panama City na Florydzie, jego ojcem był Charles Tucker II (a dziadkiem analogicznie Charles Tucker I), imienia matki nie znamy. Miał młodszą siostrę Elizabeth, która zginęła w czasie ataku Xindich na Florydę.
Pierwszy raz poznał Archera (wtedy komandora) mniej więcej 10 lat przed ukończeniem Enterprise (miał wtedy rangę porucznika), podczas testu statku eksperymentalnego NX-Alpha.